# 小比賀正敬
小比賀 正敬（おびか まさたか、1932年 - ）は、日本の生物学者。慶應義塾大学名誉教授。専攻は細胞生物学。理学博士。

## 経歴
神奈川県出身。1956年に東京教育大学理学研究科修士課程を修了し、1997年まで慶應義塾大学商学部教授。現在は同大学名誉教授。

## 著書
- 「色素細胞」（共著 講談社）
- 「現代生命科学入門」（共著 慶應義塾大学出版会、2001年）

## 論文
- 国立情報学研究所収録論文 国立情報学研究所